# Chapó

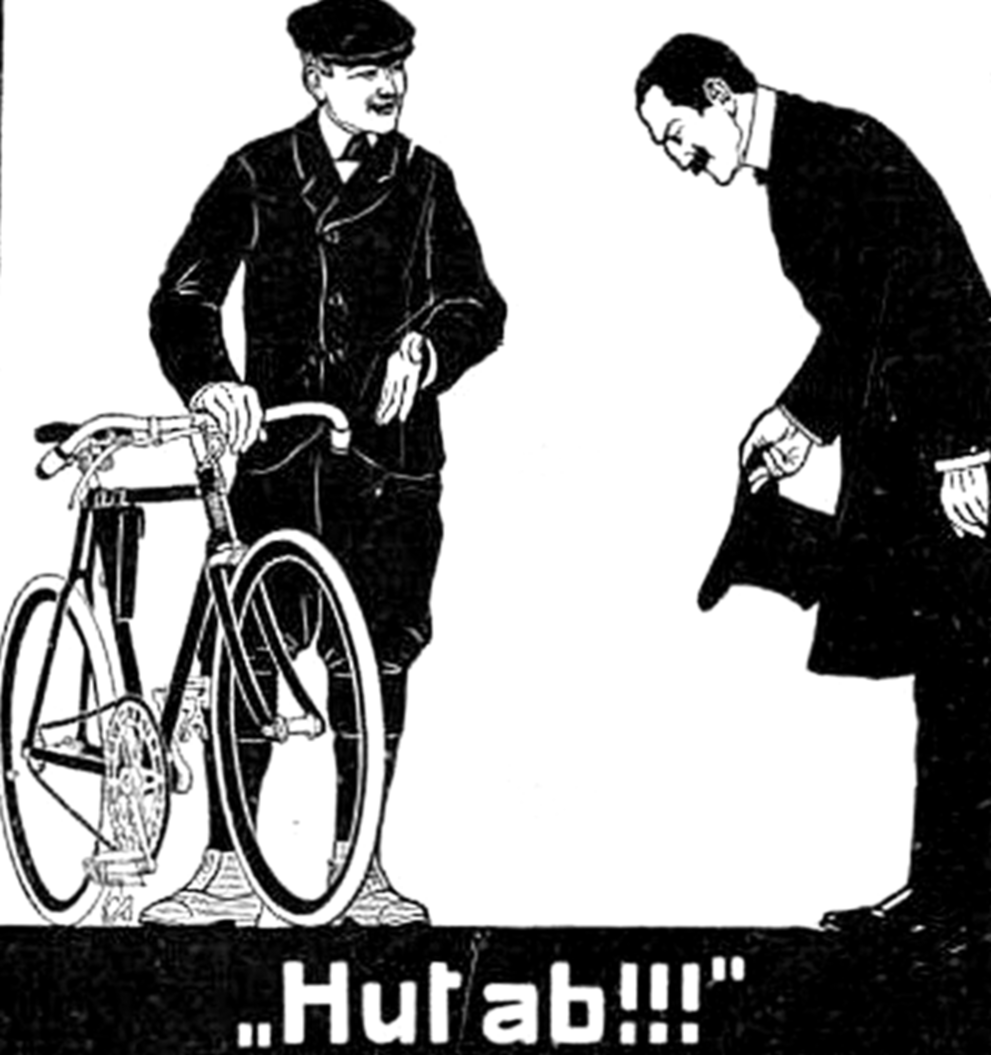
Chapó: Señor se quita el sombrero ante otro en señal de respeto o admiración

El chapó o chapeau es un sombrero con la parte superior plana que llevaban los clérigos.
También "chapeau !" (en francés «sombrero») es una expresión genérica que se utiliza como apreciación o respeto en Francia y en otras partes de Europa, significa quitarse el sombrero para hacer honor a alguien.